# Ferdinand Caspary
Ferdinand Caspary (* 29. Dezember 1853 in Unruhstadt; † 15. Juli 1901 in Berlin) war ein deutscher Mathematiker.

## Leben
Caspary wuchs als Sohn eines jüdischen Kaufmanns (der Großvater war Rabbiner) in Glogau auf und besuchte dort das evangelische Gymnasium. Nach dem Abitur 1871 schwankte er zwischen Mathematik und klassischer Philologie. Er studierte Mathematik an der Universität Berlin bei Karl Weierstraß, Ernst Eduard Kummer, Leopold Kronecker und Physik bei Hermann von Helmholtz und hörte an der Gewerbeakademie die Vorlesungen von Siegfried Heinrich Aronhold sowie von Karl Wilhelm Pohlke über Perspektive an der Bauakademie. 1875 wurde er bei Kummer mit einer geometrischen Arbeit promoviert.
1877 wurde er Lehrer am Humboldt-Gymnasium in Berlin. 1886/87 ließ er sich für wissenschaftliche Arbeiten beurlauben und ging nach Paris, wo er in Kontakt zu Charles Hermite, mit dem er sich befreundete, und Gaston Darboux trat. Zurück in Berlin gab er seine Gymnasialstelle auf und lehrte an Berufsschulen, wobei er gleichzeitig seine wissenschaftliche Arbeit verstärkte und viel in französischen Journalen veröffentlichte. 1892 besucht er noch einmal Hermite in Paris.
Ab 1893 war er als Mathematiker bei Siemens und Halske tätig und leitete deren Patentbüro in Charlottenburg. Zuletzt war er auch in Folge von Überarbeitung chronisch krank, ging aber noch einmal ein Jahr vor seinem Tod im Auftrag von Siemens nach Paris.
Bereits in den 1870er Jahren befasste er sich mit den Methoden von Hermann Graßmann und dessen Ausdehnungslehre, das bedeutet, mit früher Vektorrechnung. Außerdem befasste er sich mit Thetafunktionen, die er in Mechanik und Geometrie anwandte.